# Przygody Gotreka i Felixa
Przygody Gotreka i Felixa – seria książek fantasy osadzonych w świecie Warhammera, której głównymi bohaterami są: człowiek Felix Jaeger oraz krasnolud Gotrek Gurnisson. Cykl został zapoczątkowany w 1999 przez brytyjskiego autora Williama Kinga. Do dziś w Polsce ukazało się trzynaście książek z tej serii.

## Książki
Autorstwa Williama Kinga:
- Zabójca Trolli (Trollslayer)
- Zabójca Skavenów (Skavenslayer)
- Zabójca Demonów (Daemonslayer)
- Zabójca Smoków (Dragonslayer)
- Zabójca Bestii (Beastslayer)
- Zabójca Wampirów (Vampireslayer)
- Zabójca Gigantów (Giantslayer)

Autorstwa Nathana Longa:
- Zabójca Orków (Orcslayer)
- Zabójca Ludzi (Manslayer)
- Zabójca Elfów (Elfslayer)
- Zabójca Szamanów (Shamanslayer)
- Zabójca Zombie (Zombieslayer)

Autorstwa Josha Reynoldsa:
- Droga Czaszek (Road of Skulls)

Autorstwa Davida Gaymera:
- Miasto potępionych (City of the Damned)
- Koń (The Horse)